# Primera guerra anglo-neerlandesa
La primera guerra anglo-neerlandesa fue un conflicto armado entre Inglaterra y las Provincias Unidas de los Países Bajos librado a mediados del siglo XVII. Por aquella época, los neerlandeses defendían la teoría del mare liberum, elaborada por su conciudadano Hugo Grocio, o sea el libre tránsito y comercio por todos los mares (excepto, naturalmente, los que bordeaban sus colonias)[cita requerida]. Sin embargo no eran los únicos que descubrían en el mar su vía de engrandecimiento. Los ingleses, encerrados en su isla, no hallaban otro medio de expansión que el mismo mar. Pero cuando estuvieron en condiciones de fundar factorías y abrirse mercados (a mediados de siglo, tras la revolución de Cromwell), en todas las latitudes tropezaron con los neerlandeses que ya los acaparaban. Para proteger a sus Compañías de Indias, Inglaterra constituyó una base jurídica opuesta al librecambismo de las Provincias Unidas: la del mare clausum.
Ya desde tiempos de Isabel I, los corsarios y los aventureros habían creado un imperio pirata, y las Compañías habían trasladado contingentes humanos a las costas orientales de los actuales Estados Unidos. La Compañía Inglesa de las Indias Orientales de 1600 (la que monopolizaba el comercio con la India, Insulindia, China, etc.), había sido creada incluso dos años antes que la neerlandesa que lo fue en 1602. Ambas acabaron por chocar. En 1623 los neerlandeses hicieron una carnicería en las colonias británicas de Banda y Amboina, que los súbditos ingleses no olvidaban. En 1649 los ingleses aceptaron la República. Cromwell representaba los intereses de la burguesía puritana, que veía en sus éxitos comerciales la bendición de Dios, y en 1651 promulgó el Acta de Navegación. Con esta ley trascendental, Inglaterra inauguraba su política proteccionista ideada en perjuicio de los intereses comerciales de los Países Bajos. Inglaterra acordaba no importar ningún producto forastero que no procediera del mismo país de origen. Hasta el momento, Inglaterra había sido un importante cliente del comercio neerlandés. Los ingleses pudientes que no deseaban quedarse sin las especias, debían ir a buscarlas directamente en el futuro. Tras la derrota de las Provincias Unidas, Johan de Witt y Cornelis de Graeff suscribió las exigencias del Tratado de Westminster (1654): saludar al pabellón inglés en el canal de la Mancha, reparar los daños causados en la matanza de Amboina, pagar derechos por pescar en aguas inglesas, aceptar el derecho de visita a sus barcos, excluir a los Orange de los cargos públicos.